# Socrates Villegas
Socrates Buenaventura Villegas (ur. 28 września 1960 w Manili) – filipiński duchowny katolicki, arcybiskup Lingayen-Dagupan od 2009.

## Życiorys
Święcenia kapłańskie otrzymał 5 października 1985 i został inkardynowany do archidiecezji Manili. Pełnił przede wszystkim funkcję sekretarza kardynała Jaime Sina. Był ponadto m.in. wikariuszem generalnym archidiecezji (1993–2004) oraz prowikariuszem biskupim dla dystryktu kościelnego Manila (1996–2000).

### Episkopat
25 lipca 2001 został mianowany biskupem pomocniczym archidiecezji Manila ze stolicą tytularną Nona. Sakry biskupiej udzielił mu 31 sierpnia 2001 ówczesny arcybiskup metropolita Manili – kardynał Jaime Sin.
3 maja 2004 został prekonizowany biskupem ordynariuszem diecezji Balanga, zaś urząd objął dwa miesiące później.
8 września 2009 papież Benedykt XVI minował go arcybiskupem metropolitą Lingayen-Dagupan. Ingres odbył się 4 listopada tegoż roku.
W latach 2013–2017 pełnił funkcję przewodniczącego Konferencji Episkopatu Filipin.